# Coenus inermis
Coenus inermis är en insektsart som beskrevs av Harris och Johnston 1936. Coenus inermis ingår i släktet Coenus och familjen bärfisar. Inga underarter finns listade i Catalogue of Life.